# Światowe Igrzyska Halowe w Lekkoatletyce 1985
Światowe Igrzyska Halowe w Lekkoatletyce 1985 – zawody sportowe, które były znane jako World Indoor Games. Za halowe mistrzostwa świata uznano je dopiero dwa lata później. Igrzyska rozgrywane były 18 i 19 stycznia 1985 w Paryżu, w hali Bercy.

## Wyniki

### Mężczyźni

#### Konkurencje biegowe
| konkurencja                           | złoto                        | złoto      | srebro                         | srebro   | brąz                          | brąz     |
| ------------------------------------- | ---------------------------- | ---------- | ------------------------------ | -------- | ----------------------------- | -------- |
| Bieg na 60 m (szczegóły)              | Ben Johnson · Kanada         | 6,62CR     | Sam Graddy · Stany Zjednoczone | 6,63     | Ronald Desruelles · Belgia    | 6,68     |
| Bieg na 200 m (szczegóły)             | Aleksander Jewgeniew · ZSRR  | 20,95CR    | Ade Mafe · Wielka Brytania     | 20,96    | João da Silva · Brazylia      | 21,19    |
| Bieg na 400 m (szczegóły)             | Thomas Schönlebe · NRD       | 45,60CR    | Todd Bennett · Wielka Brytania | 45,97    | Mark Rowe · Stany Zjednoczone | 46,31    |
| Bieg na 800 m (szczegóły)             | Colomán Trabado · Hiszpania  | 1:47,42CR  | Benjamín González · Hiszpania  | 1:47,94  | Ikem Billy · Wielka Brytania  | 1:48,28  |
| Bieg na 1500 m (szczegóły)            | Michael Hillardt · Australia | 3:40,27 CR | José Luis González · Hiszpania | 3:41,36  | Joseph Chesire · Kenia        | 3:41,38  |
| Bieg na 3000 m (szczegóły)            | João Campos · Portugalia     | 7:57,63CR  | Don Clary · Stany Zjednoczone  | 7:57,78  | Ivan Uvizl · Czechosłowacja   | &:57,92  |
| Bieg na 60 m przez płotki (szczegóły) | Stéphane Caristan · Francja  | 7,67CR     | Javier Moracho · Hiszpania     | 7,69     | Jon Ridgeon · Wielka Brytania | 7,70     |
| Chód na 5000 m (szczegóły)            | Gérard Lelièvre · Francja    | 19:06,20CR | Maurizio Damilano · Włochy     | 19:11,41 | David Smith · Australia       | 19:16,04 |

#### Konkurencje techniczne
| konkurencja                | złoto                             | złoto   | srebro                     | srebro | brąz                          | brąz  |
| -------------------------- | --------------------------------- | ------- | -------------------------- | ------ | ----------------------------- | ----- |
| Skok wzwyż (szczegóły)     | Patrik Sjöberg · Szwecja          | 2,32CR  | Javier Sotomayor · Kuba    | 2,30   | Othmane Belfaa · Algieria     | 2,27  |
| Skok o tyczce (szczegóły)  | Serhij Bubka · ZSRR               | 5,75CR  | Thierry Vigneron · Francja | 5,70   | Wasyl Bubka · ZSRR            | 5,60  |
| Skok w dal (szczegóły)     | Jan Leitner · Czechosłowacja      | 7,96 CR | Gyula Pálóczi · Węgry      | 7,94   | Giovanni Evangelisti · Włochy | 7,86  |
| Trójskok (szczegóły)       | Christo Markow · Bułgaria         | 17,22CR | Lázaro Betancourt · Kuba   | 17,15  | Lázaro Balcindes · Kuba       | 16,83 |
| Pchnięcie kulą (szczegóły) | Remigius Machura · Czechosłowacja | 21,22CR | Udo Beyer · NRD            | 21,10  | Jānis Bojārs · ZSRR           | 19,94 |

### Kobiety

#### Konkurencje biegowe
| konkurencja                           | złoto                           | złoto      | srebro                           | srebro   | brąz                                | brąz     |
| ------------------------------------- | ------------------------------- | ---------- | -------------------------------- | -------- | ----------------------------------- | -------- |
| Bieg na 60 m (szczegóły)              | Silke Gladisch · NRD            | 7,20 CR    | Heather Oakes · Wielka Brytania  | 7,21     | Christelle Bulteau · Francja        | 7,34     |
| Bieg na 200 m (szczegóły)             | Marita Koch · NRD               | 23,09CR    | Marie-Christine Cazier · Francja | 23,33    | Kim Robertson · Nowa Zelandia       | 23,69    |
| Bieg na 400 m (szczegóły)             | Diane Dixon · Stany Zjednoczone | 53,35CR    | Regine Berg · Belgia             | 53,81    | Charmaine Crooks · Kanada           | 54,08    |
| Bieg na 800 m (szczegóły)             | Cristieana Cojocaru · Rumunia   | 2:04,22CR  | Jane Finch · Wielka Brytania     | 2:04,7   | Mariana Simeanu · Rumunia           | 2:05,51  |
| Bieg na 1500 m (szczegóły)            | Elly van Hulst · Holandia       | 4:11,41CR  | Fița Lovin · Rumunia             | 4:11,42  | Brit McRoberts · Kanada             | 4:11,83  |
| Bieg na 3000 m (szczegóły)            | Debbie Scott · Kanada           | 9:04,99CR  | Agnese Possamai · Włochy         | 9:09,66  | PattiSue Plumer · Stany Zjednoczone | 9:12,12  |
| Bieg na 60 m przez płotki (szczegóły) | Xénia Siska · Węgry             | 8,03CR     | Laurence Elloy · Francja         | 8,08     | Anne Piquereau · Francja            | 8,10     |
| Chód na 3000 m (szczegóły)            | Giuliana Salce · Włochy         | 12:53,42CR | Yan Hong · Chiny                 | 13:05,56 | Ann Peel · Kanada                   | 13:06,97 |

#### Konkurencje techniczne
| konkurencja                | złoto                         | złoto   | srebro                      | srebro | brąz                                                                    | brąz  |
| -------------------------- | ----------------------------- | ------- | --------------------------- | ------ | ----------------------------------------------------------------------- | ----- |
| Skok wzwyż (szczegóły)     | Stefka Kostadinowa · Bułgaria | 1,97CR  | Susanne Lorentzon · Szwecja | 1,94   | Debbie Brill · Kanada · Danuta Bułkowska · Polska · Silvia Costa · Kuba | 1,90  |
| Skok w dal (szczegóły)     | Helga Radtke · NRD            | 6,88CR  | Tatjana Rodionowa · ZSRR    | 6,72   | Nijolė Miedwiediewa · ZSRR                                              | 6,44  |
| Pchnięcie kulą (szczegóły) | Natalja Lisowska · ZSRR       | 20,07CR | Ines Müller · NRD           | 19,68  | Nunu Abaszydze · ZSRR                                                   | 18,82 |

## Klasyfikacja medalowa
| Miejsce | Kraj              | Złoto | Srebro | Brąz | Razem |
| 1.      | NRD               | 4     | 2      | 0    | 6     |
| 2.      | ZSRR              | 3     | 1      | 4    | 8     |
| 3.      | Francja           | 2     | 3      | 2    | 7     |
| 4.      | Kanada            | 2     | 0      | 4    | 6     |
| 5.      | Czechosłowacja    | 2     | 0      | 1    | 3     |
| 6.      | Bułgaria          | 2     | 0      | 0    | 2     |
| 7.      | Hiszpania         | 1     | 3      | 0    | 4     |
| 8.      | Stany Zjednoczone | 1     | 2      | 2    | 5     |
| 9.      | Włochy            | 1     | 2      | 1    | 4     |
| 10.     | Rumunia           | 1     | 1      | 1    | 3     |
| 11.     | Szwecja           | 1     | 1      | 0    | 2     |
| 11.     | Węgry             | 1     | 1      | 0    | 2     |
| 13.     | Australia         | 1     | 0      | 1    | 2     |
| 14.     | Holandia          | 1     | 0      | 0    | 1     |
| 14.     | Portugalia        | 1     | 0      | 0    | 1     |
| 16.     | Wielka Brytania   | 0     | 4      | 2    | 6     |
| 17.     | Kuba              | 0     | 2      | 2    | 4     |
| 18.     | Belgia            | 0     | 1      | 1    | 2     |
| 19.     | Chiny             | 0     | 1      | 0    | 1     |
| 20.     | Algieria          | 0     | 0      | 1    | 1     |
| 20.     | Brazylia          | 0     | 0      | 1    | 1     |
| 20.     | Kenia             | 0     | 0      | 1    | 1     |
| 20.     | Nowa Zelandia     | 0     | 0      | 1    | 1     |
| 20.     | Polska            | 0     | 0      | 1    | 1     |
| Razem   | Razem             | 24    | 24     | 26   | 74    |

## Występy Polaków

### Mężczyźni
- bieg na 1500 m
  - Mirosław Żerkowski zajął 4. miejsce
- skok wzwyż
  - Krzysztof Krawczyk zajął 7. miejsce
- skok o tyczce
  - Marian Kolasa zajął 4. miejsce
  - Mariusz Klimczyk zajął 7. miejsce
- pchnięcie kulą
  - Helmut Krieger zajął 5. miejsce
  - Eugeniusz Bałło zajął 9. miejsce

### Kobiety
- skok wzwyż
  - Danuta Bułkowska zdobyła brązowy medal
  - Jolanta Komsa zajęła 8. miejsce